# 劉榭燻
劉榭燻（1930年—），臺灣律師、政治人物，生於新竹州新竹郡湖口庄(今新竹縣湖口鄉)。1968年，劉榭燻以無黨籍身分當選第六屆新竹縣縣長。是臺灣白色恐怖時期少見的非中國國民黨籍縣長之一。

## 生平
劉榭燻於日治時期就讀新湖口公學校（1941年改稱湖口北國民學校，今新竹縣立新湖國民小學），畢業後考取苗栗工科學校（今苗栗縣私立建臺高級中學）。在未及畢業之際遇上日本戰敗投降，劉榭燻北上轉讀省立臺灣師範學院附屬中學高中部（今國立臺灣師範大學附屬高級中學）。
畢業後劉榭燻取得書記官與司法官的資格。1960年，劉榭燻在司法官訓練所結業後，曾服務於臺北地方法院與臺中地方法院檢察處，歷經推事及檢察官等職。1963年，劉榭燻離開公職，於新竹市開設律師事務所。
1968年，劉榭燻在親友勸誘下，以無黨籍身份參加第六屆新竹縣長選舉，對上國民黨提名的首屆新竹縣長朱盛淇之子朱育英。新竹縣在地方派系要角許金德支配下，形成福佬籍與客家籍輪流當縣長、議長的慣例。然而本屆在現任縣長「西許派」的彭瑞鷺卸任後，國民黨不甘由許金德支配新竹政壇。提名了非派系出身的朱育英，試圖壓制「西許派」。結果造成「西許派」反彈，結果由當時默默無名的劉榭燻當選。:182。
1972年第七屆新竹縣長選舉中，劉榭燻競選連任，對上國民黨提名的林保仁，最終敗給林保仁。
1977年，劉榭燻當選第六屆臺灣省議員。
1981年再度出馬參選縣長，最終以5.6%、僅一萬多票低票落選。

## 其他
- 由於劉榭燻在當選後三個月就加入國民黨，影響日後非傳統黨外出身的施性忠欲爭取黨外票源競選1982年新竹市長選舉時，還與黨外人士張德銘、吳敬法等人至新竹城隍廟發誓堅守三大原則：堅持黨外立場、不做蘇南成第二（黨友）、不做劉榭燻第二（入黨）。[2]:47

## 外部連結
- 劉榭燻 （页面存档备份，存于），臺灣省諮議會查詢
- 體育世界文摘第13期∣封面新竹縣縣長劉榭燻‧紀政∣亞洲田徑女傑紀政凱旋回國 （页面存档备份，存于）

| 政府职务      | 政府职务                                     | 政府职务      |
| ------------- | -------------------------------------------- | ------------- |
| 新竹縣政府    |                                              |               |
| 前任： 彭瑞鷺 | 新竹縣縣長 第四屆 1968年6月2日－1973年2月1日 | 繼任： 林保仁 |